# Casey Pierro-Zabotel
Casey Pierro-Zabotel (* 8. November 1988 in Kamloops, British Columbia) ist ein kanadischer Eishockeyspieler, der seit August 2016 bei den Colorado Eagles in der ECHL unter Vertrag steht.

## Karriere
Casey Pierro-Zabotel begann seine Karriere als Eishockeyspieler bei den Merritt Centennials in der kanadischen Junioren-Eishockeyliga British Columbia Hockey League. Beim NHL Entry Draft 2007 wurde er in der dritten Runde an insgesamt 80. Position von den Pittsburgh Penguins ausgewählt. Während seiner vierten Juniorensaison wechselte er im Alter von 20 Jahren zu den Vancouver Giants in die Western Hockey League, eine der drei höchsten kanadischen Juniorenligen, welche die Canadian Hockey League bilden. Dort bestritt er in der Spielzeit 2008/09 seine erfolgreichste Saison, als Pierro-Zabotel in 72 Partien der regulären Saison 36 Tore und 79 Torvorlagen erzielte. Seine 115 Scorerpunkte waren ligaweit die meisten, wofür er mit der Bob Clarke Trophy als bester Punktesammler der Western Hockey League ausgezeichnet wurde. Innerhalb der Canadian Hockey League war lediglich Yannick Riendeau von den Drummondville Voltigeurs aus der Québec Major Junior Hockey League erfolgreicher, der 126 Punkte verbuchte und dementsprechend den CHL Top Scorer Award gewann. In den Playoffs erreichte Pierro-Zabotel mit den Vancouver Giants das Conference-Finale, in denen die Mannschaft in sechs Begegnungen dem späteren Ed-Chynoweth-Cup-Sieger Kelowna Rockets unterlag.
Mit Saisonbeginn 2009/10 schaffte er den Sprung zu den Wheeling Nailers in die drittklassige ECHL. Bereits in der Folgesaison hatte er einige Einsätze in der Mannschaft der Wilkes-Barre/Scranton Penguins in der American Hockey League, der zweithöchsten Spielklasse. In den folgenden Jahren spielte er beim Kooperationspartner der Penguins, den Wheeling Nailers in der ECHL, die ihn für je eine Saison zu den Cincinnati Cyclones und die Bakersfield Condors transferierten. Eine weitere Station waren die Gwinnett Gladiators in der Saison 2012/13. 2013 wurde er aufgrund verletzungsbedingter Ausfälle für fünf Spiele in der AHL von den Charlotte Checkers engagiert. Zum Saisonende 2012/13 wurde der Kanadier, welcher ligaweit fünftbester Scorer der regulären Saison war, ins ECHL First All-Star Team gewählt.
Im Jahr 2013 wagte Casey Pierro-Zabotel den Wechsel nach Europa; für eine Saison unterschrieb er einen Vertrag bei den Lausitzer Füchsen aus Weißwasser. Der Vertrag wurde allerdings auf seinen Wunsch im Dezember des gleichen Jahres aufgelöst. Seither spielt er durchgängig bei verschiedenen Teams der ECHL.

## Erfolge und Auszeichnungen
- 2005 BCHL Merritt Centennials Athlete-Scholar Award
- 2007 BCHL Interior Most Valuable Player
- 2009 CHL Second All-Star Team
- 2009 WHL West First All-Star Team
- 2009 Bob Clarke Trophy
- 2013 ECHL All-Star Game
- 2013 ECHL First All-Star Team
- 2016 Kelly-Cup-Gewinn mit den Allen Americans
- 2017 ECHL First All-Star Team
- 2017 Kelly-Cup-Gewinn mit den Colorado Eagles

## Karrierestatistik
(Legende zur Spielerstatistik: Sp oder GP = absolvierte Spiele; T oder G = erzielte Tore; V oder A = erzielte Assists; Pkt oder Pts = erzielte Scorerpunkte; SM oder PIM = erhaltene Strafminuten; +/− = Plus/Minus-Bilanz; PP = erzielte Überzahltore; SH = erzielte Unterzahltore; GW = erzielte Siegtore; 1 Play-downs/Relegation; Kursiv: Statistik nicht vollständig)